# Kommando Spezialkräfte (Schweiz)

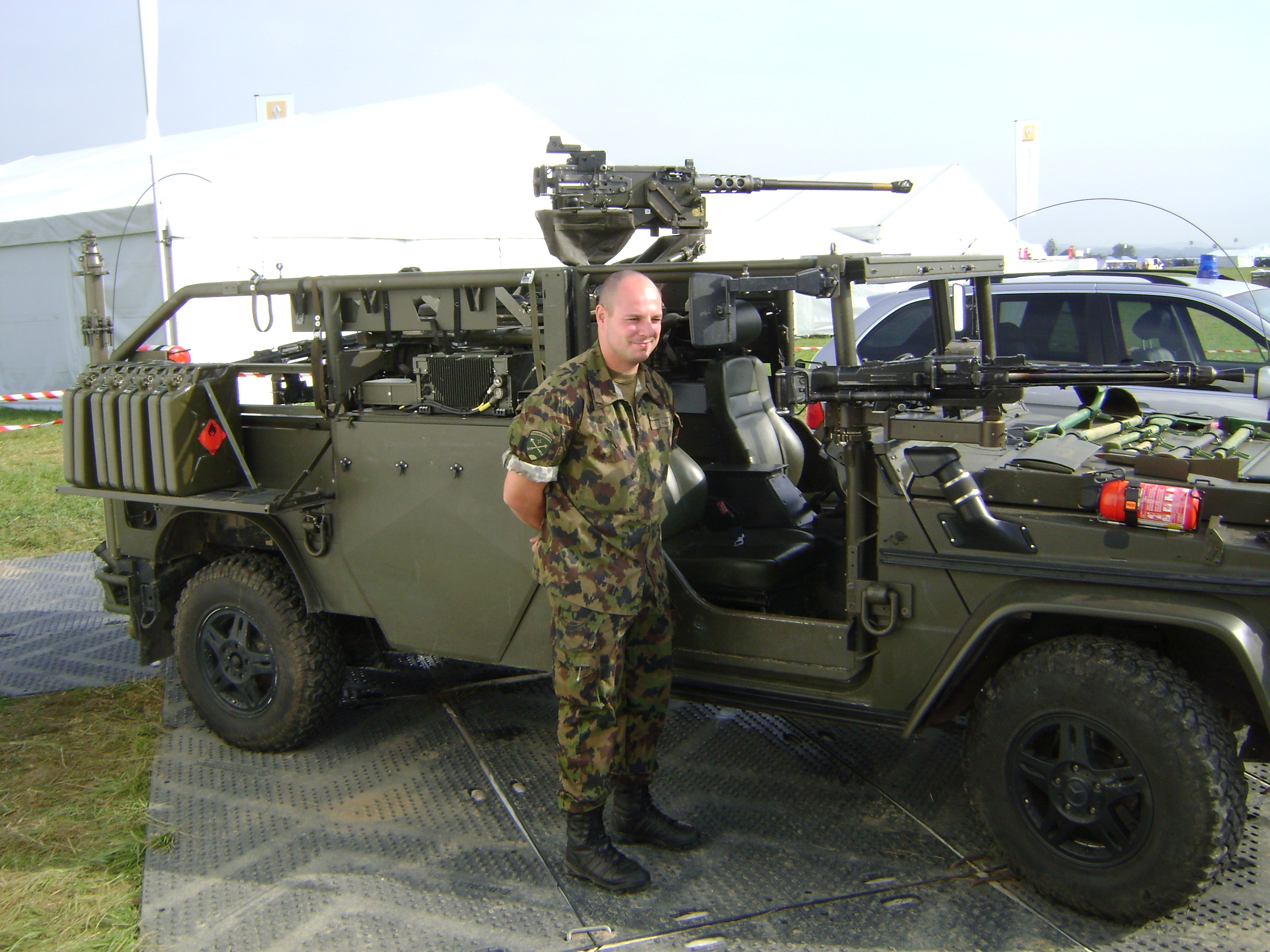
Leichtes Aufklärungs- und Unterstützungsfahrzeug LAUF

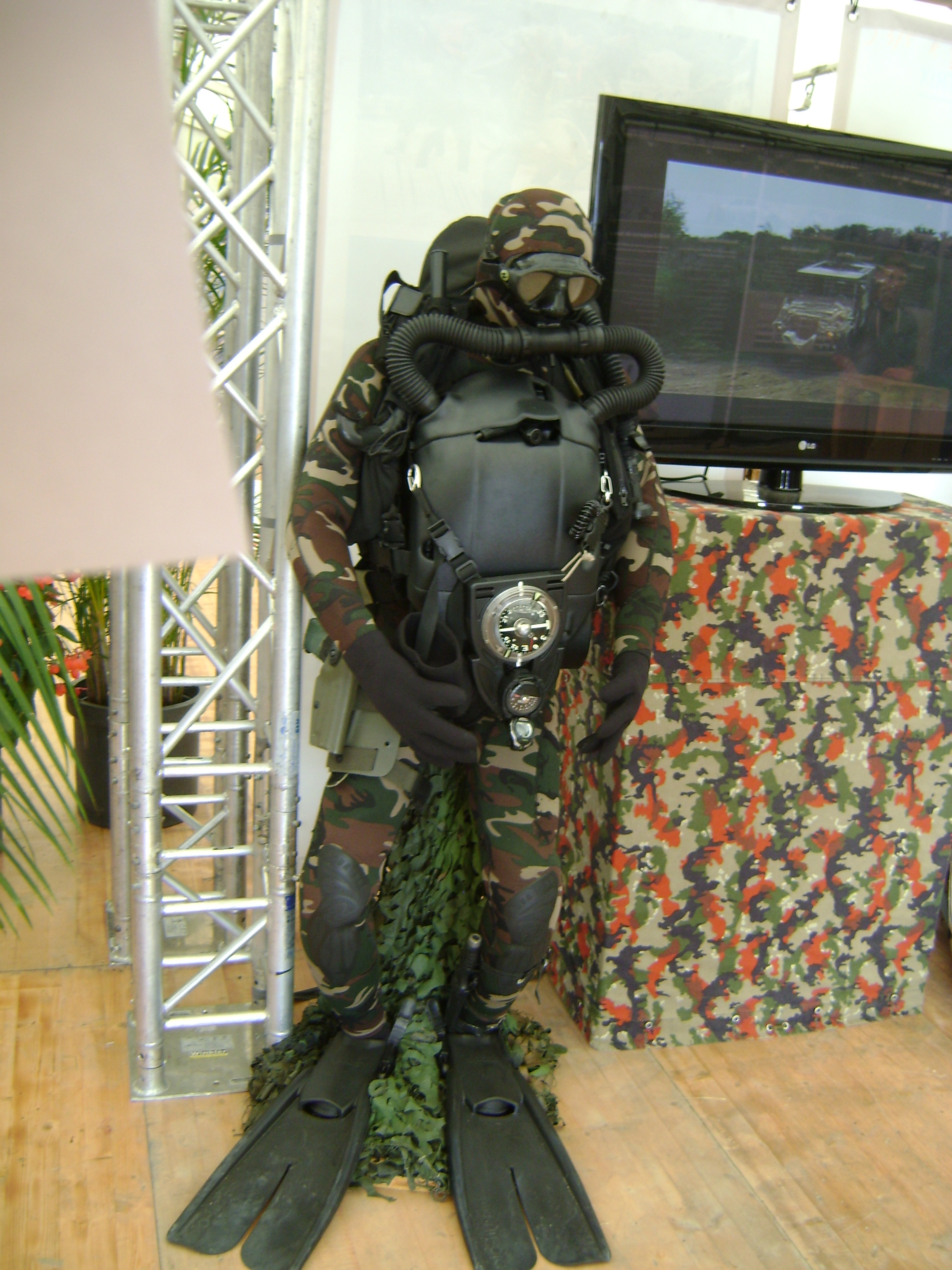
Tauchschwimmerausrüstung

Das Kommando Spezialkräfte (KSK) oder auf französisch Commandement des Forces Spéciales (CFS), italienisch Comando forze speciali (CFS), bis 31. Dezember 2011 Aufklärungs- und Grenadierformationen der Armee (AGFA), ist ein Zusammenschluss der für Sonderoperationen vorgesehenen Verbände der Schweizer Armee. Gegründet wurde die AGFA am 1. Januar 2004.
Oberst im Generalstab Daniel Stoll ist der aktuelle Kommandeur des KSK.
Zusammengefasst wurden im KSK:
- Stab KSK (Berufs- und Milizkomponente)
- Stabskompanie KSK (Milizkomponente)
- Armee-Aufklärungsdetachement 10 (AAD 10, Berufseinheit)
- Fallschirmaufklärer Kompanie 17 (Fsch Aufkl Kp 17 – Milizkomponente)
- Grenadier-Bataillone 20 und 30 (Gren Bat 20 und Bat Gren 30 – Milizkomponente)
- Spezialdetachement der Militärischen Sicherheit (MP Spez Det – Berufseinheit)
- spezialisiertes Lufttransportdetachement (Berufseinheit)
- AZSK – Ausbildungszentrum Spezialkräfte (Berufs- und Milizkomponente) seit 1. Januar 2012 als Kompetenzzentrum auf Stufe Armee für Sonderoperationseinheiten, entstanden aus Grenadierschule 4 (Gren S 4) und Fallschirmaufklärerschule und -kurse 83 (Kdo Fsch Aufkl S+K 83).